# Mandragore (missile)
Mandragore était un projet de missile mer-air antimissile de courte portée français destiné à assurer la protection anti-aérienne des navires de surface de la Marine nationale française. Le projet fut abandonné en 1968 pour des raisons budgétaires.

## Histoire
La Marine nationale lance en 1965 lance l'étude d'un projet de missile mer-air de courte portée et autonome (Tire et oublie) capable d'intercepter automatiquement des missiles ou des avions contre lesquels l'artillerie de défense anti-aérienne est impuissante. La crainte de la Marine est alors pour ses navires, l'avion volant au ras de l'eau et non détecté ou le missile lancé d'une vedette rapide. Cette crainte s'est concrétisée en octobre 1967 où l'escorteur israélien Eilat (l'ancien HMS Zealous (R39) (en)) a été détruit par deux missiles Styx tirés depuis des vedettes égyptiennes Komar, de fabrication soviétique situées à 25 km de leur cible.
Un premier crédit de 30 millions de francs permet de concevoir la maquette de la tête chercheuse du missile et ses radars ainsi que l'essai sur le banc d'un propulseur. Le budget global est alors estimé à 400 millions de francs. Le projet est finalement abandonné pour des raisons budgétaires et n'ayant pas non plus le soutien du ministre de la Défense, Pierre Messmer, lui privilégiant le développement d'un missile anti-navire, l'Exocet. 
Pour la défense de ses nouveaux navires, la France prévoit alors de faire l'acquisition de missiles sol-air américains Sea Sparrow.